# Joturus pichardi
Joturus pichardi – gatunek roślinożernej ryby z rodziny mugilowatych (Mugilidae), jedyny przedstawiciel rodzaju Joturus. Występuje w Ameryce Środkowej. Występuje w wodach słodkich, słonawych i słonych.